# Capedulia maritima
Capedulia maritima är en spindeldjursart som beskrevs av Uri Gerson och Meyer 1980. Capedulia maritima ingår i släktet Capedulia och familjen Tenuipalpidae. Inga underarter finns listade.